# Leesplankje van Hoogeveen

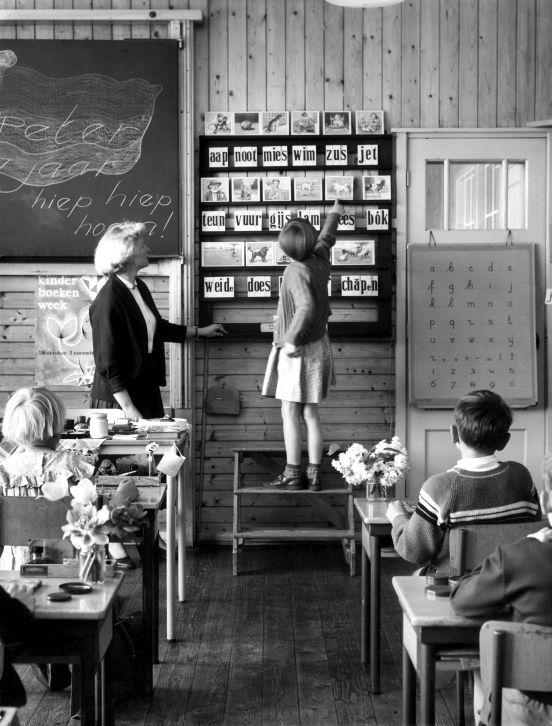
Aap-Noot-Mies in de vorm van een bord (lagere school, 1968).

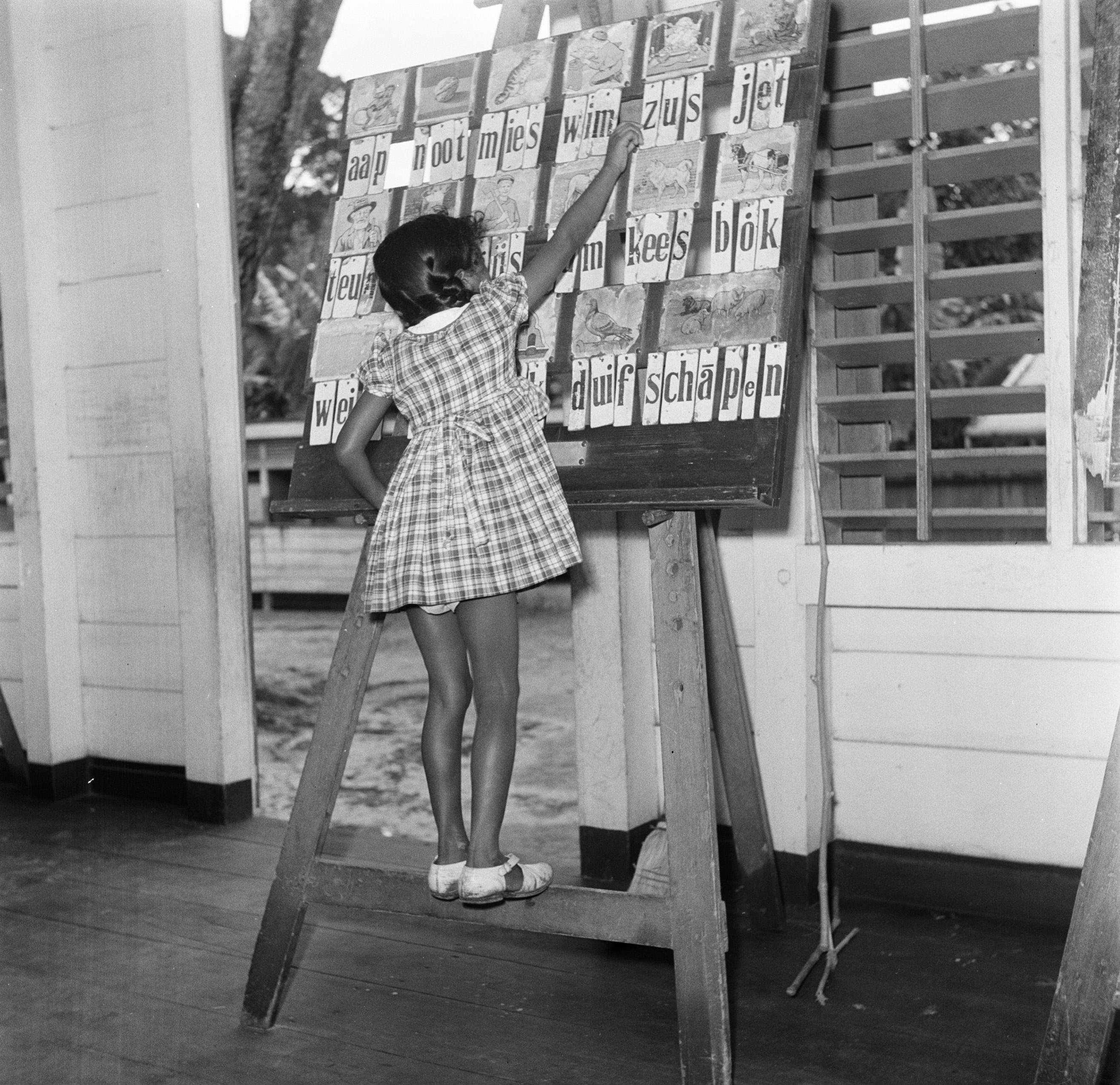
Oranjeschool (Paramaribo, 1947).

Het leesplankje van Hoogeveen, met de woorden aap, noot, mies enzovoorts, is een houten plankje van Nederlandse origine met daarop afbeeldingen en daaronder de bijbehorende woorden. Het is in Nederland het bekendste voorbeeld van een leesplankje.

## Leesplankje
Een leesplankje is een hulpmiddel bij het leren lezen. Het bestaat uit een plankje met een of meer richels waarop de letters van het woord dat boven de richel is afgebeeld gelegd kunnen worden. Het sluit aan bij de omstreeks 1800 geïntroduceerde 'klankmethode' waarbij kinderen de letters van een woord na elkaar uitspreken zoals ze moeten klinken, dus aa-p, nn-oo-t, mm-ie-ss, en zo het woord leren lezen. Het leesplankje helpt daarbij, doordat de leerling de letters legt en zo het woord ziet ontstaan. De klankmethode betekende een grote vooruitgang ten opzichte van de tot dan gebruikte 'spelmethode', waarbij de leerling een woord spelt door de letters op te lezen zoals ze heten, dus aa-pee voor aap, en-oo-tee voor noot en em-ie-es voor mies. Een leesplankje wordt zo ontworpen dat de woorden op het plankje de belangrijkste letters en klanken bevatten.

## Geschiedenis

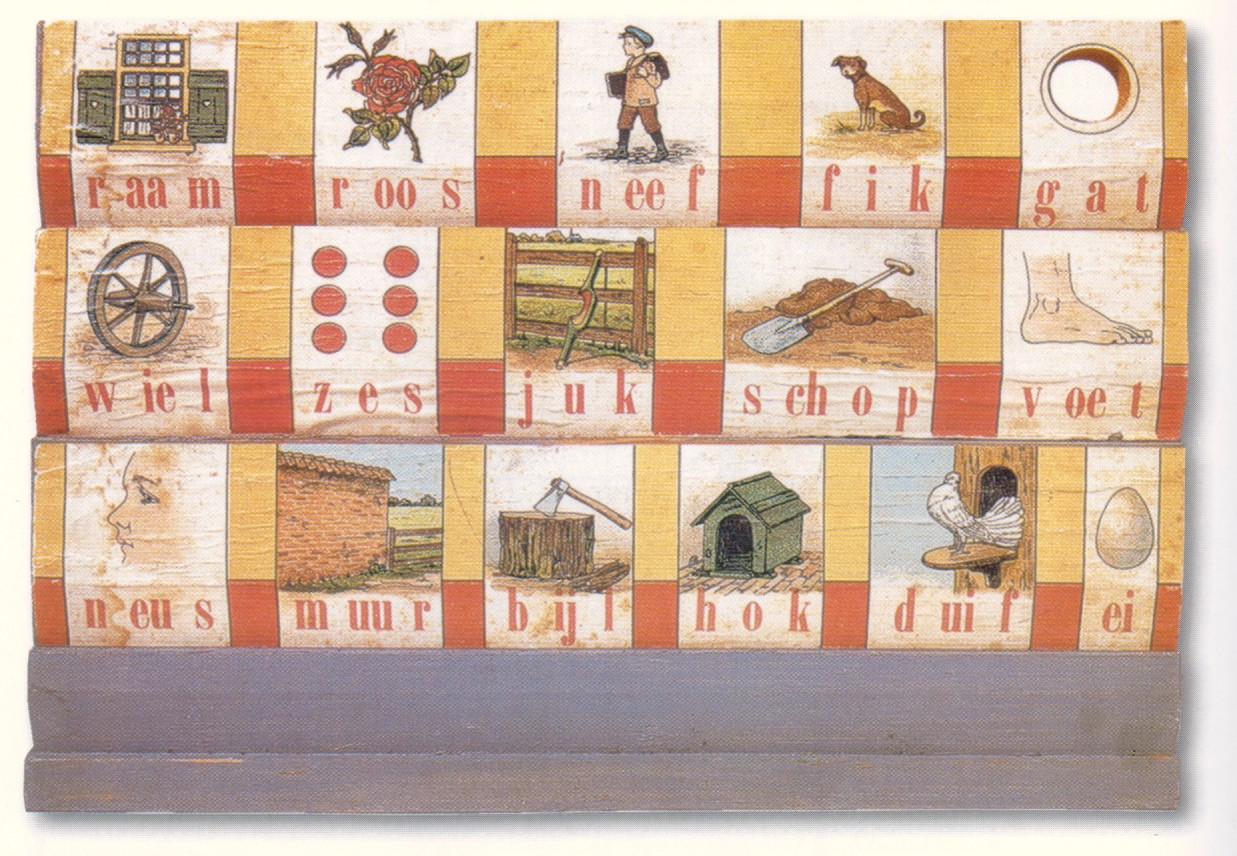
Hoogeveens 2e versie van zijn leesplankje

De eerste versie van het leesplankje werd bedacht in 1897 door de hoofdonderwijzer M.B. Hoogeveen uit Stiens (1863-1941). De plankjes en bijbehorende leesboekjes werden uitgegeven nadat Hoogeveen in 1894 schoolhoofd was geworden in Deventer, door de boekhandel en uitgeverij Brinkgreve aldaar. Het uitgangspunt van het leesplankje van Hoogeveen was dat scholieren leerden woorden te ontleden in klanken, maar ook leerden dat door het samenvoegen van klanken woorden konden worden gemaakt. Het ontwerp was naar Duits voorbeeld en bestond in de eerste versie uit twee rijen met in totaal 15 'normaalwoorden': woorden waarin de klinkers en medeklinkers hun ongewijzigde klank hebben: raam, roos, neef, fik, gat, wiel, deur, zes, juk, schop, voet, bok, bijl, ei, ui. Onder meer omdat de klanken uu en eu ontbraken, was er al snel behoefte aan een opvolger.
Een jaar later kwam de tweede versie uit (zie illustratie). Deze bevatte 16 woorden: raam, roos, neef, fik, gat, wiel, zes, juk, schop, voet, neus, muur, bijl, hok, duif, ei. Van deze versie werden ongeveer 3000 plankjes gemaakt, maar de verkoop stokte en een paar jaar later kocht de uitgeverij J.B. Wolters de rechten en verzocht aan Jan Ligthart en Hindericus Scheepstra een nieuwe serie leesboekjes te schrijven met een nieuw leesplankje. Ligthart bedacht de verhaaltjes en Scheepstra schreef de boekjes. Boekjes en plankje werden toen door Cornelis Jetses voorzien van 17 nieuwe afbeeldingen, met de volgende onderschriften, om didactische redenen geschreven met gegroepeerde klinkers (aa, oo, ie, eu, uu, ee, oe), gegroepeerde tweeklanken (ij, ei, ui) en nog wat uitspraakaanwijzingen:
| aa p      | aa p      | n oo t    | n oo t | m ie s | m ie s | w i m | w i m  | z u s  | z u s         | j e t         | j e t         |
| t eu n    | t eu n    | v uu r    | v uu r | g ij s | g ij s | l a m | l a m  | k ee s | k ee s        | b ȯ k         | b ȯ k         |
| w ei - de | w ei - de | w ei - de | d oe s | d oe s | h o k  | h o k | d ui f | d ui f | sch ā - p e n | sch ā - p e n | sch ā - p e n |

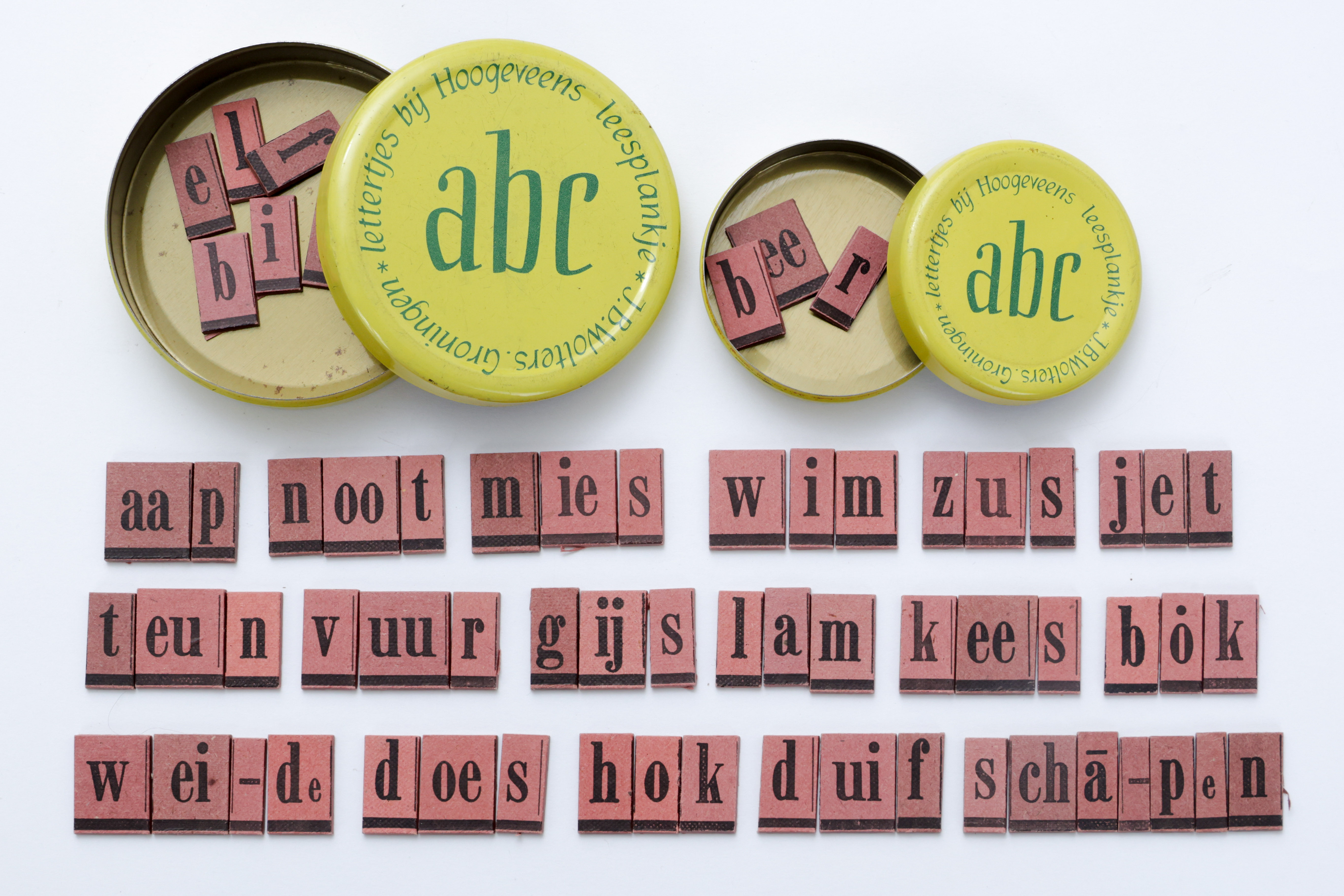
Lettertjes bij Hoogeveens leesplankje

Uitspraakaanwijzingen zijn de o met punt in bok, vanwege de (in sommige dialecten hoorbare) meer gesloten uitspraak van de o in bok dan in hok, de overstreepte lange a in schapen (om onderscheid te maken met de a van lam) en de beide stomme e's en koppeltekens in weide en schapen.
In latere uitgaven verdween de punt op 'bok' en werd het koppelteken om verwarring te voorkomen vervangen door een lager geplaatst streepje:
w ei - de   sch ā - p e n
Vrijwel alle gewone Nederlandse medeklinkers, klinkers en tweeklanken komen voor, behalve de tweeklanken au en ou. Er is geen aandacht besteed aan de langere klinkers vóór een r, zoals in de woorden boer en vier.
De bijbehorende onderwijsmethode bleef door Hoogeveen zelf geschreven en herzien worden.
In 1906 verscheen Hoogeveen's verbeterd leesplankje op een houten bord van 105 bij 93,5 cm om voor de klas geplaatst te worden, en in een kleinere versie (van 30 bij 22,5 cm) voor de leerlingen afzonderlijk.

### Varianten
Rond deze tijd verschenen ook enkele varianten van het leesplankje van Hoogeveen. De opmerkelijkste (die begon met de woorden geit, zeep, does) werd ontwikkeld door J.H. Colenbrander, die werkzaam was op dezelfde lagere school als Hoogeveen. Op Colenbrander kwam veel kritiek, omdat zijn leesplankje te veel op dat van Hoogeveen zou lijken. Ze zaten samen op de kweekschool in Deventer en het vermoeden bestaat, dat daar al zo'n plankje ontwikkeld was. In 1905 verscheen er ook een versie speciaal voor katholieke scholen: aap, roos, zeef, muur, voet, neus, lam, gijs, riem, muis, ei, juk, jet, wip, does, hok, bok, kous. Het werd uitgegeven door het rooms-katholiek Jongensweeshuis in Tilburg en was samengesteld door frater Euthymius Becker.
Het "Indische leesplankje" bestond uit: jaap, gijs, dien, zus, boe, oom, waf, vuur, rook, tol, zeil, de neus, het huis, een schip.
In het begin van de jaren dertig van de twintigste eeuw volgde een niet geringe modernisering van het verbeterde leesplankje van Hoogeveen. Cornelis Jetses moest alle plaatjes aan die tijd aanpassen. Op de bijbehorende wandplaat (die met een aangelijnde aap in de dakgoot) waren dan ook een auto en een fietser te zien. Oma werd vervangen door een boerin, Wim is zijn petje kwijtgeraakt en de bok kijkt de andere kant op.

### Het leesplankje van prinses Juliana
Voor prinses Juliana maakte Jetses een uniek exemplaar van het leesplankje. Hij zou dit samen met Hoogeveen, de ontwerper van het leesplankjessysteem, op het paleis in Soestdijk aan koningin Wilhelmina gaan aanbieden. Tot grote teleurstelling van Jetses, en tegen de afspraak in, ging Hoogeveen echter alleen.

## Vrije Universiteit Amsterdam
In 1992 startte de Vrije Universiteit Amsterdam een studentenwerfcampagne die gebaseerd was op het leesplankje. Ieder woord op het plankje verwees naar een studierichting. De langlopende reclamecampagne won in 1998 een zilveren Effie.